# Нестор Георгиев
Нестор Георгиев е български революционер войвода на Вътрешната македоно-одринска революционна организация.

## Биография
Роден е в Панагюрище. Присъединява се към ВМОРО. При избухването на Балканската война в 1912 година е доброволец в Македоно-одринското опълчение в трета отделна партизанска рота и Сборна партизанска рота на МОО. След Междусъюзническата война в 1913 година Нестор Георгиев е войвода на чета по време на голямото Охридско-Дебърско въстание през септември.